# David Weinstein
David Weinstein (11. září 1874 Hodolany – 4. srpna 1939 Praha) byl český obchodník a podnikatel, spoluzakladatel a následný majitel společnosti Breda et Weinstein provozující obchodní dům Breda v centru Opavy, a následně i stejnojmennou síť obchodních domů ve Slezsku a Rakousku. Po záboru území Opavska Německou říší roku 1938 byla rodina zbavena vlastnictví firmy.

## Život

### Mládí
Narodil se v obci Hodolany poblíž Olomouce (později součást Olomouce) do židovské rodiny. Po absolvování základního vzdělání se vyučil obchodníkem. Od roku 1890 získal domovní právo v Opavě, kde žil v nájemním bytě v ulici Mezi trhy.

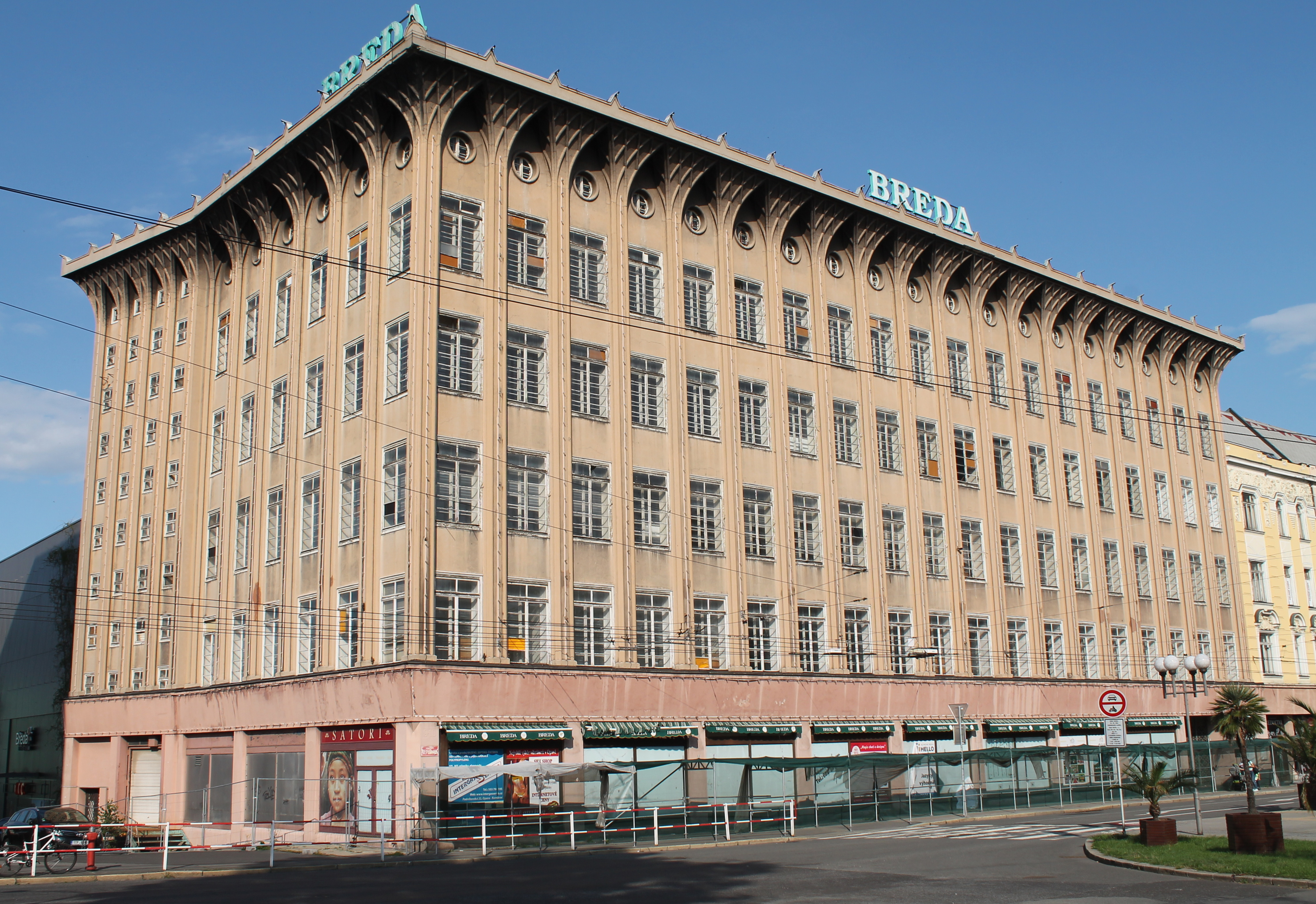
Obchodní dům Breda na náměstí Republiky v Opavě z roku 1928 (2019)

### Breda et Weinstein
Díky zdárnému podnikání se spojil s židovským obchodníkem Maxem Bredou (1863–1914), který se do Opavy přistěhoval z Boskovic, a společně roku 1890 založili firmu Breda et Weinstein na prodej textilu a galanterního zboží. Roku 1898 firma zřídila moderní obchodní dům v prostorách domu Opavské pivovarské společnosti na hlavním městském náměstí, Františka Josefa, Weinstein se roku 1900 v Opavě oženil s Irmou Pollakovou, dcerou továrníka z Anenského Údolí a založil zde rodinu. Rodina od roku 1901 žila v domě v ulici U Jaktářské brány č.p. 5. Firma postupně v letech 1908 až 1913 zřídila své obchodní domy v Adelsdorfu, Vídni, Kravařích či Solingenu. Breda pak z vedení firmy odstoupil ze zdravotních důvodů a od roku 1911 byl Weinstein jediným majitelem podniku.
Roku 1911 zakoupil David Weinstein dům Opavské pivovarské společnosti, obchod rozšířil a zavedl zde též malovýrobu prádla. S rodinou se přestěhoval do prostorné vily z roku 1895 na Wilsonově náměstí (později Slezského odboje), která zároveň sloužila jako důstojné sídlo firmy.

### Obchodní dům Breda
Neustále se rozrůstající podnik si následně vyžádal výstavbu nového obchodního prostoru. Obchodní dům Breda vznikl přestavbou původní stavby domu Opavské pivovarské společnosti v letech 1927 až 1928. Weinstein se rozhodl oslovit vídeňského architekta a profesora tamější Akademie výtvarných umění, krnovského rodáka Leopolda Bauera, aby jim vystavěl nové prostory k obchodování. Bauer navrhl postavit stavbu, která byla největším obchodním domem v tehdejším Československu a zároveň prvním obchodním domem amerického typu v zemi. Obchodní dům Breda, otevřený koncem roku 1928, si své prvenství, ovšem pouze v rámci Ostravského kraje, držel až do 60. let 20. století.
Okolo roku 1930 získal Weinstein podíl v továrně na pletené a stávkové zboží Schnürer et Co. v Příboře. V prosinci 1931 předal vedení firmy svému jedinému potomkovi, synu Robertovi Weinsteinovi, a odešel na odpočinek. Tehdy byl majetek firmy odhadován na 18 milionů československých korun.

### Po roce 1938
Po záboru Sudet, včetně Opavska, docházelo k stupňujícím se perzekucím vůči židovskému obyvatelstvu na území Německé říše. Rodina Weinsteinova byla tzv. arizačními zákony zavedenými v prosinci 1938 připravena o veškerý majetek, byla nucena též opustit svou opavskou vilu (zde byla následně zřízena vyšetřovna místního gestapa). Weinsteinovi se přesunuli do Prahy na území Československa, kde se připravovali na odchod do zahraničí. 15. března 1939 bylo i Československo de facto anektováno Německou říší, což rodinnou situaci nadále komplikovalo.

### Úmrtí
David Weinstein zemřel v Praze 4. srpna 1939 ve věku 65 let. Podle neověřených informací spáchal spolu se svou manželkou Irmou v tíživé životní situaci sebevraždu. Syn Robert ze země vycestoval, rodina se pak usídlila v Izraeli.
Obchodní dům několikrát ve své historii změnil název. Poprvé byl přejmenován v roce 1945 na Průkopník, později na Prior. Tento název mu vydržel až do roku 1989, kdy se vrátil k původnímu názvu. V posledních letech se Breda potýká s nemalými problémy a roku 2012 je obchodní dům uzavřen a mimo provoz. V prosinci 2021 město Opava koupilo obchodní dům Breda za 40 milionů korun. V současné době probíhají drobné opravy fasády a renovace oken, dokončuje se také architektonický soutěžní dialog, na základě kterého se určí další směřování obchodního domu.
V jeho těsné blízkosti na místě bývalého opavského pivovaru vzniklo nové obchodní centrum Breda & Weinstein. Rodinná vila byla později přeměněna v bytový dům.